# Banphakit Phrmanee
Banphakit Phrmanee (thailändisch บรรพกิจ พรหมณี, * 28. Mai 1998) ist ein thailändischer Fußballspieler.

## Karriere
Banphakit Phrmanee stand bis Ende Dezember 2022 beim Drittligisten Chiangrai City FC unter Vertrag. Mit dem Verein aus Chiangrai spielte er in der Hinrunde 2022/23 neunmal in der Northern Region der Liga. Zur Rückrunde wechselte er zum Erstligisten Chiangrai United. Sein Erstligadebüt gab Bankhapit Phrmanee am 22. Januar 2023 (16. Spieltag) im Heimspiel gegen den Lamphun Warriors FC. Bei dem 1:1-Unentschieden stand er in der Startelf und wurde in der 82. Spielminute gegen Shinnaphat Leeaoh ausgewechselt.